# Río Nazalikol
El río Nazalikol (en ruso: Назалыкол) es un río del Gran Cáucaso en el distrito de Karacháyevsk de la república de Karacháyevo-Cherkesia del sur de Rusia, en la reserva natural de Teberdá. Es un afluente del Dhzmagat y éste del Teberdá, que desemboca en el río Kubán.

## Curso
El río nace en la vertiente norte del Nazalikolbashi (3526 m Su curso de 13 km discurre por un valle de alta montaña primero al noroeste en su curso alto, al nordeste en el medio, y de nuevo al noroeste en su curso bajo, en el que recibe en su orilla derecha a su único afluente, el Oruchat, antes de desembocar en la orilla izquierda del Dzhamagat.